# أبو مناع شرق
قرية أبو مناع شرق هي إحدى القرى التابعة لمركز دشنا في محافظة قنا في جمهورية مصر العربية. حسب إحصاءات سنة 2006، بلغ إجمالي السكان في أبو مناع شرق 13164 نسمة، منهم 6666 رجل و6498 امرأة.